# 祖谷物語 おくのひと
『祖谷物語 おくのひと』（いやものがたり おくのひと、英語: The Tale of Iya）は、2013年の日本映画である。

## キャスト
- 武田梨奈
- 大西信満
- 田中泯
- 村上仁史
- 石丸佐知
- クリストファー・ペレグリニ
- 山本圭祐
- 森岡龍
- 小野孝弘
- 美輪玲華
- 河瀬直美

## 製作
2011年秋から2012年夏にかけて徳島県三好市でロケーション撮影がおこなわれ、製作費は三好市から約900万円の補助を受けた。35mmフィルムで撮影された。作品の完成までには3年の歳月を費やした。

## 評価
『Telegraph』のRobbie Collinは5点満点の5点をつけ、『The Japan Times』のMark Schillingは5点満点の4点をつけた。
2013年、第26回東京国際映画祭「アジアの未来」部門にてスペシャル・メンションを受賞。

### 受賞
- 第26回東京国際映画祭「アジアの未来」部門 スペシャル・メンション
- トロムソー国際映画祭 オーロラ賞（最高賞）
- パンアジア映画祭（イギリス） 最優秀作品賞
- 第38回香港国際映画祭 審査員特別賞
- 第6回TAMA映画賞 特別賞[6]
- 第24回日本映画批評家大賞 新人監督賞